# Plectropomus
Plectropomus é um género de peixe da família Serranidae.
Este género contém as seguintes espécies:
- Plectropomus areolatus (Rüppell, 1830)
- Plectropomus laevis (Lacepède, 1801)
- Plectropomus leopardus (Lacepède, 1802)
- Plectropomus maculatus (Bloch, 1790)
- Plectropomus oligacanthus (Bleeker, 1854)
- Plectropomus pessuliferus (Fowler, 1904)
- Plectropomus punctatus (Quoy and Gaimard, 1824)